# Желдецька сільська рада
| Желдецька сільська рада — орган місцевого самоврядування у Кам'янка-Бузькому районі Львівської області з адміністративним центром у с. Желдець. Історична дата утворення: в 1940 році. Водоймища на території, підпорядкованій даній раді: річка Желдець. Сільській раді підпорядковані населені пункти: - с. Желдець - с. Верени - с. Високофедорівка - с. Воля-Жовтанецька - с. Красічин - с. Мазярка - с. Сокіл |

## Склад ради
Рада складається з 16 депутатів та голови.

### Керівний склад ради
| ПІБ                          | Основні відомості                                                           | Дата обрання | Дата звільнення |
| ---------------------------- | --------------------------------------------------------------------------- | ------------ | --------------- |
| Пітковський Михайло Іванович | Сільський голова, 1966 року народження, освіта, член народної партії        | 26.03.2006   | 31.10.2010      |
| Пітковський Михайло Іванович | Сільський голова, 1966 року народження, освіта, член Народного Руху України | 31.10.2010   |                 |

Примітка: таблиця складена за даними джерела